# Буланова, Зинаида Ивановна
Зинаида Ивановна Буланова — советский хозяйственный и государственный деятель, лауреат Государственной премии СССР за выдающиеся достижения в труде.

## Биография
Родилась в 1927 году в Ленинграде. Член КПСС.
Эвакуирована из блокадного Ленинграда в Свердловск.
В 1943—1945 годах — овощевод, в 1945—1982 годах — бригадир овощеводческой бригады овощеводства закрытого грунта совхоза «Орджоникидзевский» в городе Свердловске.
За получение высоких и устойчивых урожаев технических, овощных, плодовых культур, картофеля, льна, хлопка, чая на основе применения достижений науки и внедрения комплексной механизации была в составе коллектива удостоена Государственной премии СССР за выдающиеся достижения в труде 1979 года.
Жила в Свердловске, затем — Екатеринбурге.

## Награды
- Орден Ленина
- Орден Трудового Красного Знамени